# 루이스 알베르토 몽헤
루이스 알베르토 몽헤(스페인어: Luis Alberto Monge, 1925년 12월 29일 ~ 2016년 11월 29일)는 코스타리카의 정치인이다. 1982년부터 1986년까지 코스타리카의 대통령으로 재임했으며, 본명은 루이스 알베르토 몽헤 알바레스(스페인어: Luis Alberto Monge Álvarez)이다.
알레후엘라 시(코스타리카에서 두 번째로 큰 도시) 팔마레스에서 태어났다. 민족해방당(PLN) 창설자의 일원이었으며, 대통령이 되기 전 이스라엘 대사관에서 일했다. 그는 24세에 하원의원이 됨으로써 최연소 하원의원이라는 기록을 세웠다. 그는 이를 통해 이름을 널리 알렸다. 1982년 대선에서 라파엘 앙헬 칼데론 포우르니에르를 물리치고 당선된다.
그는 당시의 국가 혼란과 경제 위기를 그대로 이어받았다. 그가 해결해야 할 문제들은 다음과 같았다:
경제 위기 해결, 외채 문제 해결, 산디니스타 관련 문제 등
대통령으로 재임하면서, 코스타리카가 영세 중립국임을 선언하였다.